# Championnat du Cameroun de football 2007-2008
Navigation
Saison précédente Saison suivante
La saison 2007-2008 du Championnat du Cameroun de football était la 48e édition de la première division camerounaise, la MTN Elite 1. Les 16 équipes sont regroupées au sein d'une poule unique, où chaque équipe affronte tous les adversaires de sa poule deux fois, à domicile et à l'extérieur. Pour passer de 16 à 14 clubs, il y a cinq clubs relégués pour seulement trois clubs promus de D2.
C'est l'équipe de Cotonsport Garoua, champion du Cameroun en titre, qui termine en tête du championnat cette année. C'est le 9e titre de champion de son histoire.

## Les clubs participants
| - Tiko United - Promu de D2 - Union Douala - Cotonsport Garoua - Astres FC - Fovu Baham - Unisport Bafang - Promu de D2 - Foudre Sportive d'Akonolinga - Tonnerre Yaoundé | - Espérance Guider - Canon Yaoundé - Université Ngaoundéré - Sable Batié - Aigle royal de la Menoua - FC Inter Lion Ngoma - Mount Cameroun - Caïman de Douala - Promu de D2 |

## Compétition

### Classement
Le barème utilisé pour établir le classement est le suivant :
- Victoire : 3 points
- Match nul : 1 point
- Défaite, forfait ou abandon : 0 point

| Rang | Équipe                       | Pts | J  | G  | N  | P  | Bp | Bc | Diff |
| ---- | ---------------------------- | --- | -- | -- | -- | -- | -- | -- | ---- |
| 1    | Cotonsport Garoua (T) (C)    | 58  | 30 | 16 | 10 | 4  | 42 | 16 | +26  |
| 2    | Canon Yaoundé                | 51  | 30 | 15 | 6  | 9  | 30 | 21 | +9   |
| 3    | Union Douala                 | 45  | 30 | 11 | 12 | 7  | 28 | 20 | +8   |
| 4    | Astres FC                    | 44  | 30 | 12 | 8  | 10 | 29 | 27 | +2   |
| 5    | Fovu Baham                   | 43  | 30 | 10 | 13 | 7  | 28 | 22 | +6   |
| 6    | Unisport Bafang (P)          | 41  | 30 | 11 | 8  | 11 | 20 | 18 | +2   |
| 7    | Tiko United (P)              | 41  | 30 | 11 | 8  | 11 | 34 | 34 | 0    |
| 8    | Université Ngaoundéré        | 40  | 30 | 10 | 10 | 10 | 20 | 23 | -3   |
| 9    | Aigle royal de la Menoua     | 38  | 30 | 10 | 8  | 12 | 20 | 24 | -4   |
| 10   | Mount Cameroun               | 38  | 30 | 9  | 11 | 10 | 23 | 28 | -5   |
| 11   | Sable Batié                  | 37  | 30 | 10 | 7  | 13 | 20 | 27 | -7   |
| 12   | Foudre Sportive d'Akonolinga | 37  | 30 | 9  | 10 | 11 | 17 | 28 | -11  |
| 13   | Caïman de Douala (P)         | 36  | 30 | 9  | 9  | 12 | 30 | 29 | +1   |
| 14   | Espérance Guider             | 35  | 30 | 8  | 11 | 11 | 24 | 27 | -3   |
| 15   | Tonnerre Yaoundé             | 31  | 30 | 7  | 10 | 13 | 26 | 30 | -4   |
| 16   | FC Inter Lion Ngoma -7       | 22  | 30 | 6  | 11 | 13 | 24 | 41 | -17  |

|  | Qualifié pour la Ligue des champions de la CAF 2009 |
|  | Qualifié pour la Coupe de la confédération 2009     |
|  | Relégué en 2e division                              |

- FC Inter Lion Ngoma a reçu une pénalité de 4 points pour l'agression d'un officiel et 3 points pour avoir déclaré forfait lors de la dernière journée et est relégué en 3e division camerounaise.

## Bilan de la saison
| Tableau d'Honneur                   |                   |
| Compétition                         | Vainqueur         |
| Championnat du Cameroun de football | Cotonsport Garoua |
| Coupe du Cameroun                   | Cotonsport Garoua |

| Qualifications continentales       |                                       |
| Ligue des champions de la CAF 2009 | Qualifiés                             |
| 16e de finale Tour préliminaire    | Cotonsport Garoua Canon Yaoundé       |
| Coupe de la confédération 2009     | Qualifié                              |
| Premier tour                       | Aigle royal de la Menoua Union Douala |

| Promotion et relégation | |
| Relégués en 2e division | Foudre Sportive d'Akonolinga Caïman de Douala Espérance Guider Tonnerre Yaoundé FC Inter Lion Ngoma |
| Promus en MTN Elite 1   | AS Matelots Danay FC Panthère du Ndé                                                                |